# WC3
Pour les articles homonymes, voir WC3 (homonymie).
WC3 est un groupe de punk rock français, originaire de Saint-Quentin, en Picardie. Le groupe se sépare en 1984 après la mort de la claviériste Françoise Wald (Jeannine/Janine).

## Biographie
Le groupe est initialement formé en 1978 sous le nom de A 3 Dans les WC, à l'occasion d'un festival punk à Lesdins, en Picardie, pour lequel des groupes locaux sont recherchés. Les membres originels sont au nombre de cinq : Reno à la guitare et au chant, Éric à la basse, Jean-Christophe, dit Gégène à la batterie, Jeannot à la guitare et Françoise, dite Jeannine au clavier et aux chœurs. Bien qu'ils ne se soient jamais rencontrés auparavant, les membres du groupe arrivent au concert avec une dizaine de morceaux qu'ils ont composé, et qu'ils jouent devant 3 000 personnes. En septembre 1978, le journal Libération explique que le groupe « a choisi la voie du novo-rock comme dirait l'illustre critique de notre confrère Rock et Folk, Yves Adrien. On sent une forte influence de Devo, des Diodes aussi, mais parfois de Can. Le mélange est étrange, surprenant. Beaucoup d'idées personnelles également, une reprise fantastique des Élucubrations d'Antoine. »
Leur campagne de promotion, peinte à la bombe sur les murs de Saint-Quentin, annonce le ton du groupe, avec des graffitis comme : « À trois dans les Waters vous dilatent les sphincters. » Continuant sur leur lancée, ils enregistrent en 1979 un 45 tours regroupant leurs deux morceaux Contagion et Chic choc. Le disque, auto-produit sur leur propre label Vinyl Humide, est tiré à 1 000 exemplaires. Grâce à une diffusion radiophonique de leurs morceaux, la notoriété de A 3 Dans les WC s'étend, ce qui permet à Contagion de figurer dans la compilation de punk français du label Oxygene : 125 grammes de 33 1/3 tours, aux côtés d'autres groupes punk rock du moment, comme Strychnine. C'est à ce moment que Jeannot, le guitariste, doit quitter le groupe pour cause d'ennuis judiciaires. Privé de guitariste, le groupe décide de mettre l'accent sur le clavier, ce qui affirme définitivement sa musique. Au cours de l'automne, ils réalisent des démos qu'ils envoient à différents labels. En 1981, ils finissent par signer un contrat de cinq ans avec CBS, qui demande le changement de nom du groupe ; à partir de ce moment, ils se rebaptisent WC3,.
Le premier EP six titres du groupe est prêt à la sortie, quand la maison de disques demande le retrait d'un des morceaux, Captain Valium. En effet, ils craignent que le texte incite au suicide, et redoutent un procès, Valium étant une marque déposée. La sortie du disque est donc repoussée au début 1981, le maxi sort sous le nom de Poupée be-bop. WC3 continuera à jouer pendant encore trois ans, et enregistrera deux disques. Mais le 19 avril 1984, durant la tournée de promotion de La Machine infernale qui a lieu ce soir-là dans la discothèque Drac Ouest de Fontaine (Isère), Jeannine se suicide, à l'âge de 25 ans, en absorbant une dose létale de médicaments et provoque ainsi la fin du groupe. Plus tard, en 1989, une compilation, intitulée WC3/A 3 Dans les WC, est publiée à titre posthume, et réunit leurs succès.

## Membres
- Renaud Isaac (Reno) - chant, guitare (1978–1984) ;
- Éric - basse (1978–1984) ;
- Gégène - batterie (1978–1984) ;
- Françoise Wald (Jeannine/Janine) (†) - claviers, guitare, chœur (1979–1984) ;
- Jeannot - guitare (1978–1979).

## Discographie
- 1979 : À 3 Dans les WC : Contagion (Single Vinyl humide/F.L.V.M.)
- 1981 : Poupée be-bop (Maxi 6 titres CBS)
- 1982 : Moderne musique (album CBS)
- 1984 : La Machine infernale (album CBS)
- 1989 : WC3/A 3 Dans les WC (Best of CBS)
- 2006 : A 3 Dans les WC 1978-1980 (Compilation d'inédits)